# Hypodaphnis
Hypodaphnis es un género botánico monotípico de plantas con flores perteneciente a la familia Lauraceae. Su única especie: Hypodaphnis zenkeri (Engl.) Stapf, es originaria de Gabón. El género fue descrito por Otto Stapf y publicado en Flora of Tropical Africa  6(1): 185 en el año 1909.

## Descripción
Son árboles que alcanzan los 6-10 ( -20) m de altura y su tronco  60 cm de diámetro. 

## Sinonimia
- Ocotea zenkeri Engl.[1]